# 1888 في ألمانيا
فيما يلي قوائم الأحداث التي وقعت خلال عام 1888 في ألمانيا.

## كتب
من الكتب التي صدرت هذه السنة في ألمانيا:
- 1 يناير – فارس الحصان الأبيض من تأليف تيودور شتورم.

## مواليد

### يناير
- 24 يناير – ارنست هنكل

### مارس
- 8 مارس – غوستاف كروكنبيرغ سياسي ألماني.
- 19 مارس – جوزيف ألبرز

### أبريل
- 3 أبريل – جورج الكسندر ممثل ألماني.
- 16 أبريل – فريدريش فيلهلم راهه لاعب كرة مضرب ألماني.

### مايو
- 7 مايو – هيرمان فرانكل

### يونيو
- 16 يونيو – ألفرد أرنولد سياسي ألماني.
- 30 يونيو – رودلوف أميلونكسين رئيس الوزراء الأول لولاية شمال الراين - فستفاليا (1946-1947).

### يوليو
- 11 يوليو – كارل شميت
- 27 يوليو – إميل فراي

### أغسطس
- 9 أغسطس – ماغنوس زيلر رسام ألماني.

### سبتمبر
- 8 سبتمبر – فرانز تيشنر مؤرخ فن ألماني.
- 13 سبتمبر – فريتز بيكر لاعب كرة قدم ألماني.

### أكتوبر
- 4 أكتوبر – فريدريش أولبريشت
- 5 أكتوبر – أوسكار كانيل كاتب ألماني.
- 8 أكتوبر – فريدريش فروم

### ديسمبر
- 28 ديسمبر – فريدريك مورناو مخرج أفلام ألماني.

## وفيات

### يناير
- 19 يناير – هاينريش أنطون دي باري (مواليد 1831)

### فبراير
- 10 فبراير – هاينريخ لبرخت فلايشر (مواليد 1801)

### مارس
- 9 مارس – فيلهلم الأول (مواليد 1797)

### يونيو
- 15 يونيو – فريدرش الثالث (مواليد 1831) قيصر ألماني.

### يوليو
- 4 يوليو – تيودور شتورم (مواليد 1817) كاتب ألماني.

### ديسمبر
- 3 ديسمبر – كارل زايس (مواليد 1816)
- 15 ديسمبر – ألكسندر أمير هسن والراين (مواليد 1823) ضابط ألماني.
- 22 ديسمبر – ديفيد ناتانيال ديتريش (مواليد 1800) عالم نبات ألماني.